# Landskorona
Landskorona (dawniej też Lancokorona) – wieś na Łotwie w novadsie Krasław, w pagastsie Šķaune, 29 km na wschód od Dagdy.

## Historia
Dobra te w pierwszej połowie XVIII wieku zostały nadane przez króla Augusta III Sasa Janowi Borchowi herbu Trzy Kawki, późniejszemu kanclerzowi wielkiemu koronnemu. Liczyły wtedy 30 238 dziesięcin ziemi. Gdy kanclerz zmarł w 1780 roku, w wyniku podziału jego majątku Lanckorona przypadła Józefowi Henrykowi Borchowi (1764–1835) żonatemu z Anną Bohomolec. Po śmierci Józefa klucz lanckoroński został podzielony między jego córki i prawdopodobnie częściowo rozsprzedany. Lanckorona dostała się Zofii (1796–1840) zamężnej za Marcinem Karnickim herbu Kościesza (1787–1847) marszałka szlachty guberni witebskiej w 1826 roku. Po śmierci Marcina Karnickiego majątek przeszedł w ręce jego córki Emilii (1815–1895), żony Jana Karnickiego (1813–1879). Pod koniec XIX wieku Karniccy sprzedali te dobra, prawdopodobnie w ręce rosyjskie. Później zmieniały one właścicieli kilkakrotnie, i w 1914 roku zostały kupione przez Konrada Niedźwieckiego (1855–1944), miały wtedy powierzchnię 4300 ha. Po I wojnie światowej majątek został znacjonalizowany przez władze łotewskie.
Po I rozbiorze Polski w 1772 roku Lanckorona, wcześniej wchodząc w skład Polskich Inflant Rzeczypospolitej, znalazła się na terenie ujezdu lucyńskiego guberni witebskiej Imperium Rosyjskiego. Dobra obejmowały parafię lanckorońską i posińską. Od końca I wojny światowej miejscowość należy do Łotwy, która w okresie 1940–1990, jako Łotewska Socjalistyczna Republika Radziecka, wchodziła w skład ZSRR.
Drewniany kościół katolicki istniał w majątku już w 1696 roku. Marcin Karnicki ufundował w Lanckoronie w 1828 roku kamienny kościół parafialny, rozbudowany w 1859 roku przez Jana Karnickiego. Kościół ten, pod wezwaniem św. Trójcy, znajduje się obecnie na terenie wsi Šķaune.
Obecnie we wsi działa poczta. Istnieje tu również izba pamięci M. Andžāne.

## Nieistniejący pałac
W pierwszej połowie XIX wieku został tu wzniesiony, najprawdopodobniej przez Marcina Karnickiego, obszerny pałac, który został spalony w czasie I wojny światowej. Budynek znany jest jedynie z rysunku Napoleona Ordy. Składał się z trzech korpusów połączonych dwiema galeriami. Centralny, piętrowy, dziewięcioosiowy budynek mieszkalny był przykryty gładkim, czterospadowym dachem. Wejściowy portyk miał formę tarasu wspartego na czterech filarach, a do domu wchodziło się po kilku stopniach. Dwie pary bocznych drzwi były usytuowane pośrodku trójosiowych, piętrowych galerii, przykrytych dwuspadowymi dachami. Galerie prowadziły do trójosiowych piętrowych skrzydeł nakrytych dachami czterospadowymi. W pałacu było 48 pokoi.
Park lanckoroński był słynny w całych Inflantach. Został prawdopodobnie założony przez fundatora pałacu. W parku, poza starym drzewostanem, było kilka stawów, strumyków i kanałów, nad którymi zbudowano mostki na wzór parku łazienkowskiego w Warszawie.
Majątek Lanckorona został opisany w 3. tomie Dziejów rezydencji na dawnych kresach Rzeczypospolitej Romana Aftanazego. 